# 王洪尧
王洪尧（1951年11月—），山东济宁人，中国人民解放军上将。中国共产党第十八届中央委员。第十一届全国人大代表。

## 生平
国防大学战役指挥专业毕业。1969年入伍，曾在陆军第六十七集团军、陆军第五十四集团军任职。2000年，任陆军第五十四集团军政治部主任。2003年，任集团军政治委员。2007年，任沈阳军区政治部主任。2010年，任沈阳军区副政委。2011年，接替退役的迟万春上将出任中国人民解放军总装备部政治委员。2016年1月，任新成立的中央军事委员会装备发展部首任政治委员。2018年2月24日，当选为第十三届全国人大代表。
2002年，晋升少将军衔。2009年，晋升为中将军衔。2013年7月，晋升上将军衔。